# (6219) Demalia
(6219) Demalia (1978 PX2) – planetoida z grupy pasa głównego asteroid okrążająca Słońce w ciągu 3,71 lat w średniej odległości 2,39 j.a. Odkryta 8 sierpnia 1978 roku.